# Тристия (аниме)
Тристия (яп. 蒼い海のトリスティア аой уми но торисут'иа) — двухсерийный OVA-сериал производства студии «ufotable zippers», выпущенный в 2004 году. Сериал основан на одноимённой видеоигре. Лицензирован в России компанией XL Media в 2005 году, поступил в продажу в 2006 году.

## Сюжет
Некогда Тристия процветала и даже считалась морской торговой столицей, но со временем её территория стала небезопасной для обитателей. Чтобы помочь городу, в него прибывает Нанока Фланкер — гениальная изобретательница и специалистка по восстановлению городов.
Нанока — трудолюбивая и добродушная девочка. Её таланту может позавидовать любой, а больше всех — её бывшая одноклассница Панавиа Торнадо, со школьной скамьи мечтающая обогнать свою непревзойденную соперницу. И такой шанс ей представился — в Тристии проходит первый турнир гигантских големов.

## О городе Тристия
Когда-то этот город процветал, находясь на пересечении морских торговых путей; его называли «морской жемчужиной». Но всё это, осталось в прошлом — десять лет назад, после нападения дракона, город утерял весь свой блеск и могущество. Но жители делали все, чтобы вернуть своему городу покой и процветание, но все их усилия привели к противоположному результату: Тристия пришла в полный упадок.
А великий мастер Просперо, которого с нетерпением ждали все обитатели города, все ещё не прибывал. Слишком много на свете других разрушенных мест. Когда же обещанный день, наконец, настал, в порт прибыла одна-единственная девочка. Вместо себя Просперо послал внучку, юную изобретательницу Наноку. Разочарованию жителей Тристии, ожидавших легендарного мастера, не было предела. Но Нанока не пала духом. Она направила весь свой гибкий ум и врожденный талант на развитие и воплощение технологий, которые принесли её деду всемирную славу. Тристия полна загадок. Ещё ждут своего исследователя подземные руины древней цивилизации и гигантские морские создания в прибрежных водах.

## Список персонажей
Нанока Фланкер (яп. ナノカ・フランカ Нанока Фуранка) — девочка, по уровню гениальности обгоняющая всех гениев мира, вместе взятых. Отличается завидной мастеровитостью. Не наберется и пяти людей, способных с ней хоть как-то соперничать, но преимущество все равно будет на стороне Наноки, за исключением её прадедушки, Просперо Фланкере. Иногда, конечно, она делает ошибки — но только из-за недостатка опыта. В настоящее время посвящает все мысли и усилия работе по возрождению Тристии.
Сэйю: Аяко Кавасуми
Нене Хэмптон (яп. ネネ・ハンプデン Нэнэ Хампудэн) — однокурсница Наноки. Дочь одной из самых богатых семей в Империи. Отправилась в Тристию вслед за своим кумиром. Нанокой; очень хочет вернуть её в столицу. Финансово поддерживает Наноку в её изобретательских начинаниях. Несмотря на юный возраст. Наделена хорошими манерами, здравым смыслом и самообладанием, однако если надо что-то сделать для Наноки, Нене не остановит ничто.
Сэйю: Сакура Ногава
Штука (яп. スツーカ Суцу:ка) — изначально сконструированный Просперо Фланкером в качестве самостоятельной боевой единицы для разведывательной деятельности, после окончания войны Штука посвящает свою жизнь заботе о Наноке Фланкер. Его здравомыслие и некоторый снобизм сочетается с чувством юмора. Рассудительный Штука всегда выступает на стороне Наноки.
Сэйю: Юрута Косуги
Панавиа Торнадо (яп. パナビア・トーネイド Панабиа То:нэйдо) — амбициозный молодой специалист, признанный разработчик оружия класса «Е» в концерне Гриффена. Училась вместе с Фланкер в столичной Младшей академии и постоянно проигрывала Наноке в состязаниях и конкурсах изобретателей. Однако Панавиа надеется когда-нибудь взять реванш: возможно, с этим связан её вызывающий стиль поведения по отношению к Наноке.
Сэйю: Саэко Тиба
Фури Карат (яп. フォーリィ・キャラット Фо:рии Кяратто) — президент компании Карат, через которую проходят все товары, доставляемые в порт Тристии. У неё есть привлекательная внешность, умение хорошо одеваться. Её прямота в общении иногда не дают окружающим возможности по достоинству оценить её умственные способности, однако все признают её доброту и заботу об окружающих, а также исключительную честность. Но именно Фури больше всего достается, когда у изобретений Наноки обнаруживаются неприятные побочные эффекты.
Сэйю: Марина Оно
Рафаль (яп. ラファルー Рафару:) — самоактивирующееся оружие типа «Е», найденное отключенным в ящике, поднятом со дна моря. Согласно немногим из сохранившихся у неё воспоминаний, была создана в качестве боевого орудия одной из доисторических цивилизаций. По разрушительному потенциалу значительно превосходит Тензана, но предпочитает никогда не применять силу. В свободное время целыми днями сидит в углу и читает книги, оправдывая это «необходимостью социализации».
Сэйю: Аканэ Томонага